# Nguyên Thi Mỹ Trạng
Nguyên Thi Mỹ Trạng (ur. 3 września 2001) – wietnamska zapaśniczka walcząca w stylu wolnym. Zajęła piętnaste miejsce na mistrzostwach świata w 2022 roku. 
Piąta na igrzyskach azjatyckich w 2022, a także na mistrzostwach Azji w 2019, 2023 i 2024. Mistrzyni igrzysk Azji Południowo-Wschodniej w 2021 i 2023. Wygrała mistrzostwa Azji Południowo-Wschodniej w 2023 i 2025. Trzecia na mistrzostwach Azji U-23 w 2023  roku.